# Draudtia funeralis
Draudtia funeralis är en fjärilsart som beskrevs av Hill 1924. Draudtia funeralis ingår i släktet Draudtia och familjen nattflyn. Inga underarter finns listade i Catalogue of Life.